# Єпархія Азія
Азійська єпархія (лат. Dioecesis Asiana, грец. Διοίκησις Ἀσίας/Άσιανῆς) - єпархія пізнішої Римської імперії, що включала провінції західної Малої Азії та острови східного Егейського моря. Єпархія була заснована після реформ Діоклетіана, підпорядковувалася преторіанській префектурі Сходу і була скасована під час реформ Юстиніана I в 535 році.

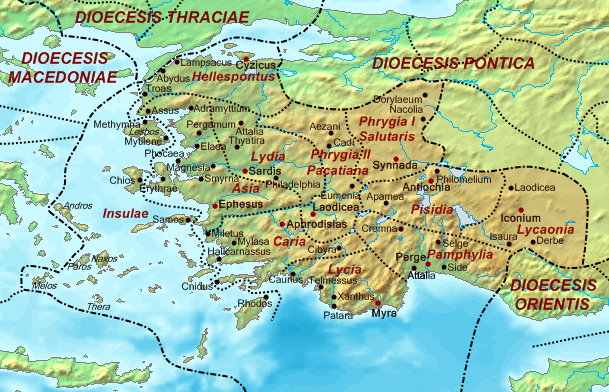

Це була одна з найбільш густонаселених і багатих єпархій Імперії і включала 11 провінцій:  Азію, Геллеспонт, Памфілію, Карію, Лідію, Лікію, Лікаонію, Пісидію, Фригію Пакатіанську, Фригію Салутарію та провінція Острови.

## Список відомихVicarii Asiae
- Флавій Аблабій (324-326)
- Тертуліан (бл. 330 р.)
- Веронікіан (334-335)
- Скілацій (бл. 343 р.)
- Анатолій (бл. 352 р.)
- Араксій (353-354)
- Герман (360)
- Італікан (361)
- Цезарій (362-363)
- Клеарх (363-366)
- Авксоній (366-367)
- Мусоній (367-368)